# Revolución kirguisa
La Revuelta de Kirguistán de 2010 conocida dentro del país como Revolución Popular fue un conflicto político acompañado de una serie de disturbios civiles que se suscitaron en varias ciudades de este país del Asia Central. La principal causa de las protestas fue el descontento popular con el presidente Kurmanbek Bakíev al frente de la situación económica y las libertades democráticas. Los manifestantes tomaron el control del gobierno en la ciudad de Talas el 6 de abril, y el 7 de abril luego de enfrentarse con la policía tomaron el control de la capital Biskek. Se confirmaron 65 muertos y 400 heridos.
En la noche del día 7 se reportó la huida del presidente Bakíev hacia la ciudad sureña de Osh. Mientras que en la capital, los líderes opositores instalaron un gobierno provisional liderado por Rosa Otunbáeva, que controlaba casi todo el país excepto las provincias de Osh y Jalal-Abad, que estaban bajo el control de Bakíev.
El 11 de abril, el gobierno de Estados Unidos reconoció al gobierno provisional como la nueva autoridad nacional. El 15 de abril, Bakíev dimitió y abandonó el país.
El 4 de abril de 2016, el presidente Almazbek Atambáyev firmó un decreto reconociendo el día 7 de abril como fiesta nacional.

## Antecedentes

### Revolución de los Tulipanes y gobierno de Bakíyev
El gobierno kirguiso previo a los disturbios, dirigido por Kurmanbek Bakíev, había llegado al poder como consecuencia del derrocamiento del Presidente Askar Akayevich Akayev, quien había dirigido el país desde su independencia en 1991, en medio de una serie de manifestaciones y disturbios populares entre marzo y abril de 2005, en lo que se conoció como "Revolución de los Tulipanes", que marcó el primer triunfo democrático de Kirguistán. A pesar de las promesas políticas que le valieron a Bakíyev su inicial victoria electoral, su gobierno no se diferenció demasiado del de su predecesor. El primer mandato de Bakíyev se caracterizó por la crisis política y constitucional, además de un aumento desmedido de la corrupción gubernamental y policial. El reclamo inicial de reducir el sistema presidencialista y reemplazarlo gradualmente con uno parlamentario no se concretó.
En las elecciones de 2009, Bakíyev anunció que se presentaría a la reelección, y su principal oponente fue Almazbek Atambayev, líder del único partido opositor que había conseguido escaños en el parlamento, Aunque también fueron aprobadas las candidaturas de Toktayym Ümötalieva, Jengishbek Nazaraliev, y Temir Sariev. El día de la votación Atambayev retiró su candidatura alegando fraude generalizado; y declaró ante los medios: "Debido a violaciones masivas, sin precedentes, consideramos estas elecciones ilegítimas y exigimos que una nueva elección debe ser realizada." La participación en las elecciones fue del 79,3%, y Bakíyev ganó la reelección para un mandato de cinco años con el 76,12% de los votos, siendo estos comicios considerados fraudulentos.

### Crisis energética

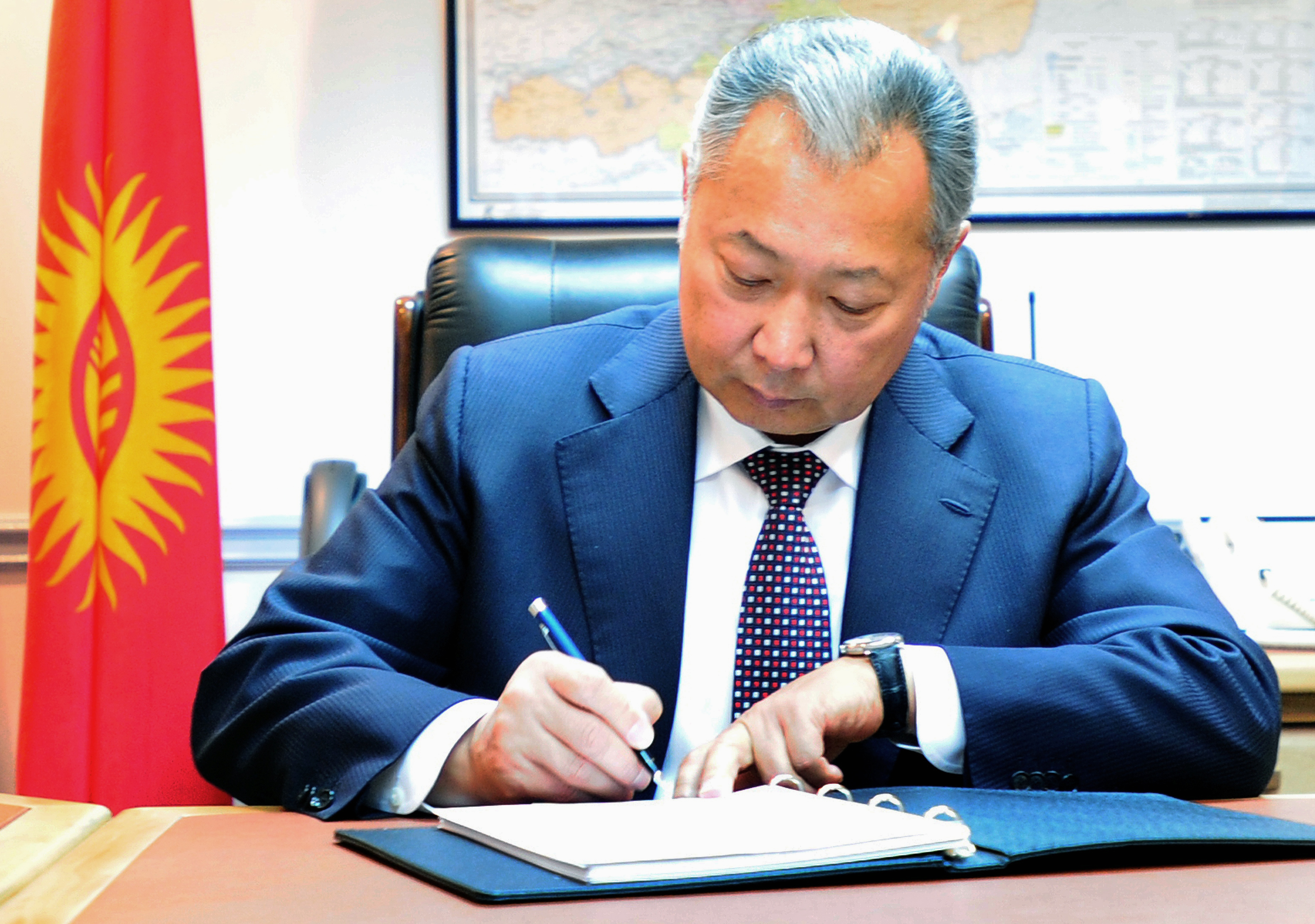
Kurmanbek Bakíyev, Presidente de Kirguistán entre 2005 y 2010.

A principios de 2010, la crisis energética de Kirguistán empeoró significativamente. Entre enero y marzo se produjeron diversos apagones en todo el país, y el precio de la energía aumentó considerablemente, lo cual produjo un descontento general contra el gobierno. Inicialmente, la administración de Bakíyev envió una delegación encabezada por el hijo del mandatario a China, con el objetivo de negociar con el gobierno chino una mejora en las relaciones económicas, principalmente en el asunto energético. Esto tenía la finalidad de disminuir la dependencia kirguisa del sistema energético de Rusia y, a la vez, resolver la crisis. Sin embargo, para el mes de febrero, el gobierno de Kirguistán se vio obligado a aumentar las tarifas de energía. Según los informes, los costos de calefacción subieron en un 400% y la electricidad en un 170%. Esto generó una fuerte frustración social en la población con respecto a la percepción de la corrupción y el clientelismo en el gobierno de Bakíyev, así como la mala situación económica del país y un reciente aumento de tarifas de servicios públicos. En las semanas previas al estallido social, los medios de comunicación extranjeros compararon el descontento de la población y la situación de Kirguistán con los previos al derrocamiento de Askar Akayev en 2005, y predijeron que pronto ocurriría una revuelta similar si Bakíyev no negociaba con la oposición.

## Desarrollo

### 6 de abril
El 6 de abril en la ciudad occidental de Talas aproximadamente 1000 manifestantes tomaron por asalto la sede del gobierno y tomaron brevemente como rehenes a los trabajadores del gobierno. Las fuerzas de seguridad volvieron a tomar el edificio por la tarde, sólo para ser expulsadas nuevamente por los manifestantes. Dos prominentes líderes de la oposición, Omurbek Tekebayev y Almazbek Atambayev, fueron detenidos por las autoridades de Kirguistán ese mismo día. En Biskek, una multitud de unos 500 manifestantes comenzó a agolparse en torno a una parada de autobús en una zona industrial, con varios altavoces haciendo discursos sobre los eventos en Talas. Los policías antidisturbios, armados con porras, escudos y perros de la policía se desplazaron hacia la multitud en una formación rectangular. La policía detuvo a los manifestantes y los empujó hacia los autobuses. Un gran grupo de manifestantes atravesó filas policiales y cruzó la calle corriendo, agarró rocas, y atacó a la policía, lo que resultó en una pelea masiva, durante el cual algunos policías perdieron sus cascos y porras.

### 7 de abril: Se declara el gobierno provisional

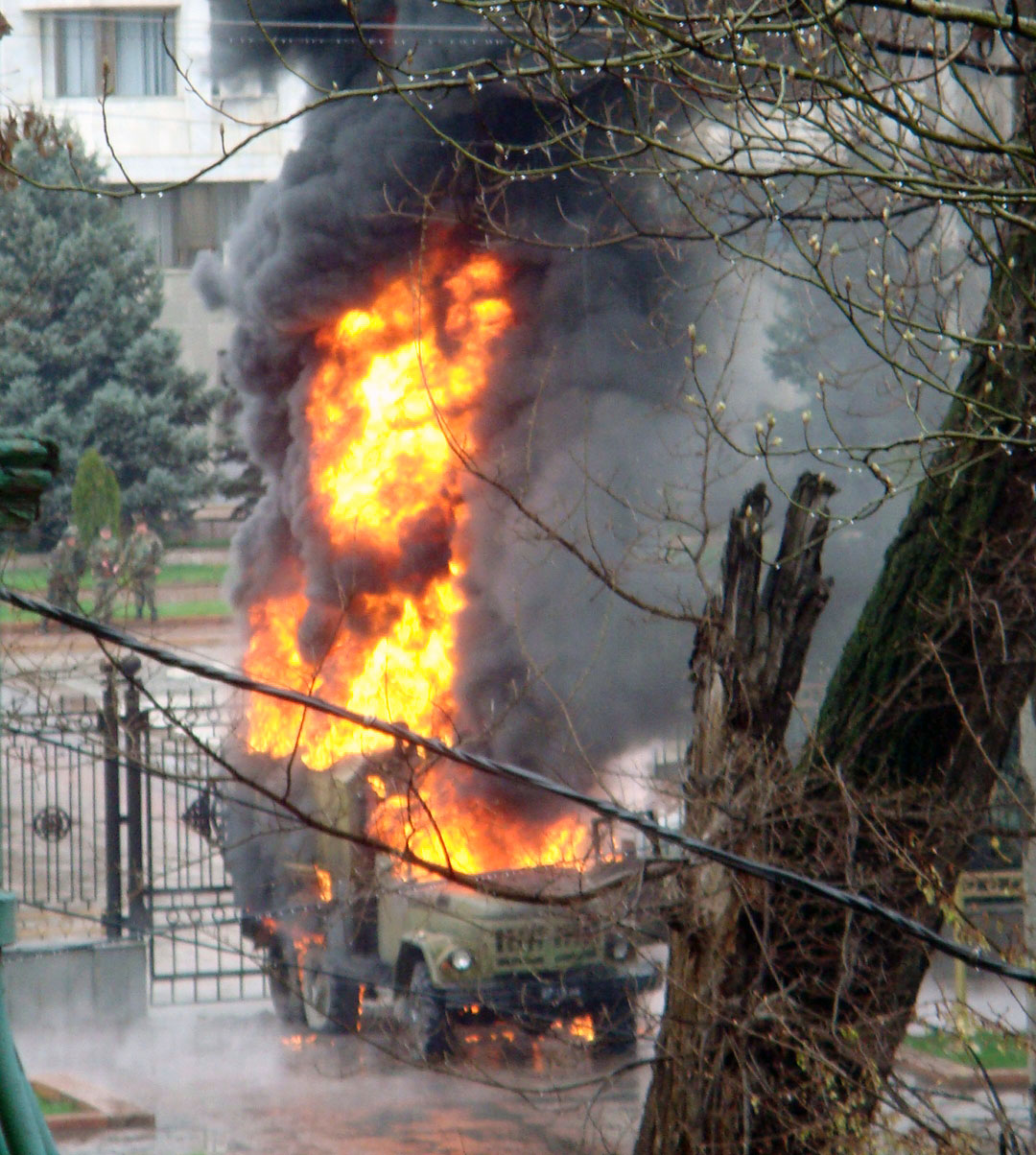
Los manifestantes estrellan un camión blindado del ejéricto en llamas contra el portón de la casa de gobierno, el 7 de abril, poco antes de la formación del gobierno interino.

En la mañana del 7 de abril, un pequeño grupo de manifestantes fueron detenidos frente a la sede del Partido Socialdemócrata en Biskek. Cientos de manifestantes se reunieron a continuación, y estalló la violencia en las principales ciudades del país. En el intento de detenerlos, la policía fue derribada, y los civiles tomaron el control de dos vehículos blindados, luego de robarles a los policías caídos numerosas armas automáticas. Los manifestantes de Biskek llenaron la plaza Ala-Too y rodearon la casa de gobierno. La policía comenzó a usar gases lacrimógenos y granadas de aturdimiento para dispersar a los manifestantes. En un intento de entrar en la casa de gobierno, estos condujeron dos camiones contra los portones de la misma, lo que desató una lluvia de balas de munición real, dando como resultado unos cuarenta y un muertos. Aproximadamente una hora después, Bakíyev declaró el estado de emergencia, e impuso un toque de queda, desde las 22:00 de la noche hasta las 6:00 de la mañana. Más tarde ese mismo día, un grupo de opositores, liderados por Omurbek Tekebayev, que había sido liberado de prisión esa misma mañana, irrumpieron en la sede del parlamento de Kirguistán. El edificio de la cadena de televisión nacional del país, KTR, también fue tomado por los manifestantes. Después de estar fuera del aire por parte de la jornada, KTR reanudó la transmisión por la noche del miércoles con miembros de la oposición, así como representantes de derechos humanos. Al aire, se anunció la conformación de un nuevo gobierno interino, liderado por Rosa Otunbáeva, que se encargaría de obtener el control del territorio kirguiso en los siguientes días y prometía llamar a elecciones libres y democráticas al cabo de seis meses. Al mismo tiempo, llegaron rumores de que Bakíyev había abandonado la capital, y se encontraba en Osh, zona que todavía controlaba su gobierno. No se reportaron manifestaciones en Osh hasta casi el final del conflicto.
Además de Biskek y Talas, se informó de manifestaciones y protestas en otras partes del país, incluyendo Naryn, Tokmok, y la región de Issyk-Kul. Finalmente, se informó de que esta última región se hallaba para el final del día bajo el control de la oposición. Cerca de media noche, un repentino apagón, producto del estado caótico del país y de la crisis energética, dejó a gran parte de la población sin televisión y sin internet para informarse con respecto a la situación. Hubo informes contradictorios sobre el destino del ministro del Interior de Kirguistán Moldomusa Kongantiyev. Algunos informes dijeron que lo tenían como rehén los manifestantes de Talas, mientras que otros dijeron que lo habían matado. El Ministerio del Interior kirguiso negó estos infomres, calificándolos como "ficticios". Otros rumores fueron que había sido gravemente torturado, pero que había sobrevivido a los ataques y ya se encontraba seguro. Un reportero ruso dijo que había sido testigo de como los manifestantes golpeaban brutalmente al ministro. En fotografías reveladas posteriormente en un informe televisivo, Kongantiyev apareció muy magullado, pero vivo. El líder opositor Bolotbek Sherniyazov fue nombrado nuevo ministro del Interior interino una vez se formó la nueva administración de Otunbaeva.

### 8 de abril

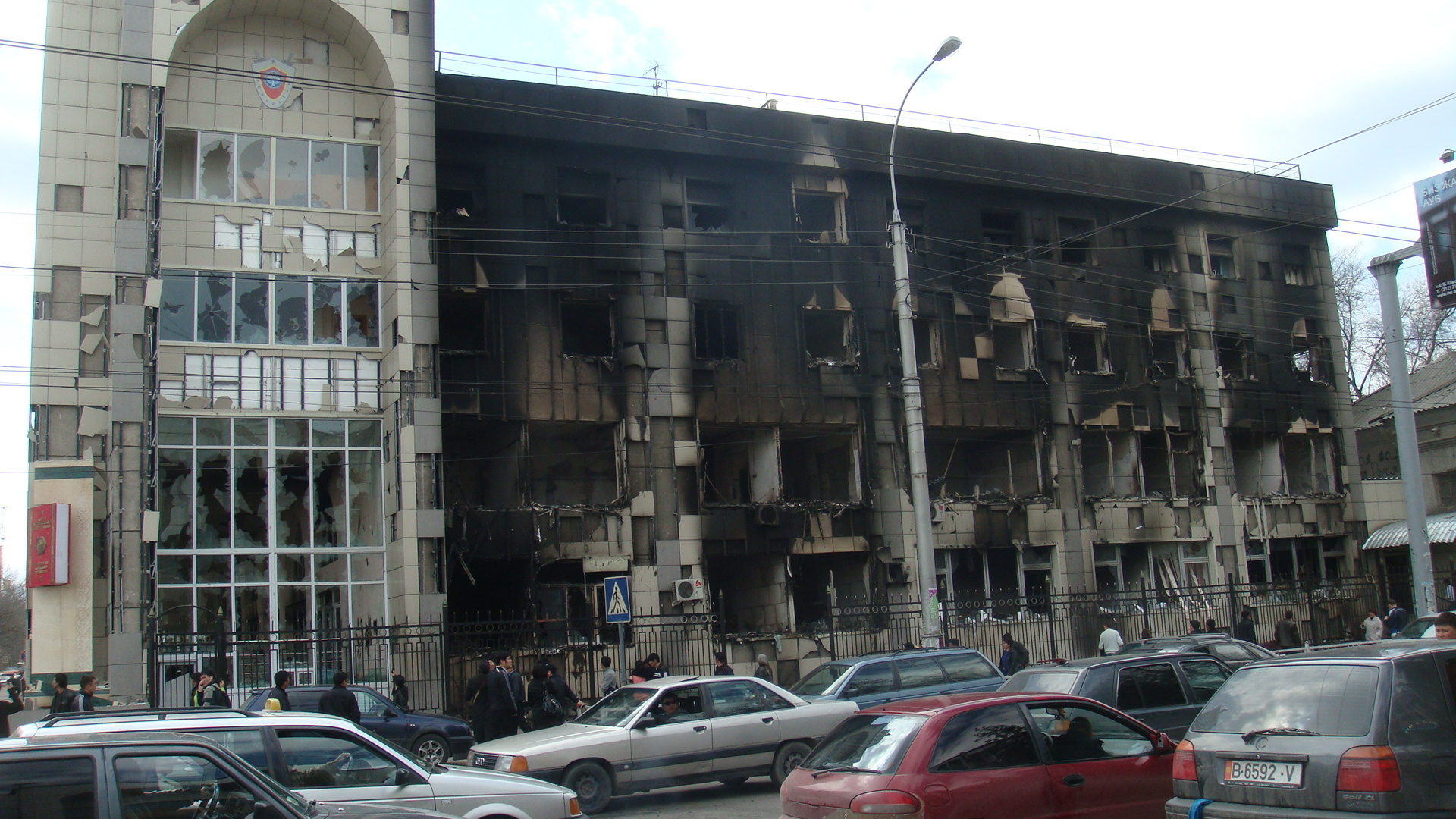
Oficina fiscal de Biskek incendiada tras los disturbios.

Tras la caída de la capital, las únicas zonas que no controlaba el gobierno provisional eran Osh y Jalal-Abad, que seguían bajo el control nominal de Bakíev. El 8 de abril, Bakiyev, luego de que el Ministerio de Defensa de Kirguistán confirmara que estaba en su residencia en Osh, reconoció que había perdido control sobre la mayoría del territorio kirguiso, pero de todas formas se negó a renunciar. Declaró: "Yo soy el jefe de estado electo y no aceptaré la derrota".
Incluso con la oposición dando informes que demostraban que ya tenían el control sobre la policía y el ejército, residentes en Biskek comenzaron a formar milicias de voluntarios para evitar merodeadores. Ese mismo día, Otunbáeva anunció que convocaría a elecciones a finales de ese año, luego de que realizaran las reformas constitucionales exigidas por el pueblo. Ese mismo día, Vladímir Putin telefoneó a Otunbáeva y se refirió a ella en calidad de "jefa de gobierno", dando una tímida señal de reconocimiento al gobierno provisional de Kirguistán.

### 9-14 de abril: Riesgo de guerra civil
Durante los siguientes días, la violencia continuó y Bakíyev se negó a resignar la presidencia desde Osh, argumentando que no se retiraría hasta que tanto su seguridad como la de su familia, así como su inmunidad estuvieran aseguradas, a lo que el gobierno interino dio un ultimátum al gobierno de Bakíyev de que debía renunciar y salir del país antes del día 15, o entregarse a las autoridades, caso contrario, realizarían una operación a gran escala para intervenir Osh y detenerlo. Ese mismo día, el Presidente de Rusia Dmitri Medvédev tuvo una cumbre nuclear en Washington D. C. y sugirió que, de no entregar Bakíyev el poder a las autoridades provisionales, lo cual resolvería el estancamiento político, sería inminente una guerra civil que convertiría al estado kirguiso en un "segundo Afganistán".

### 15 de abril: Bakíyev renuncia

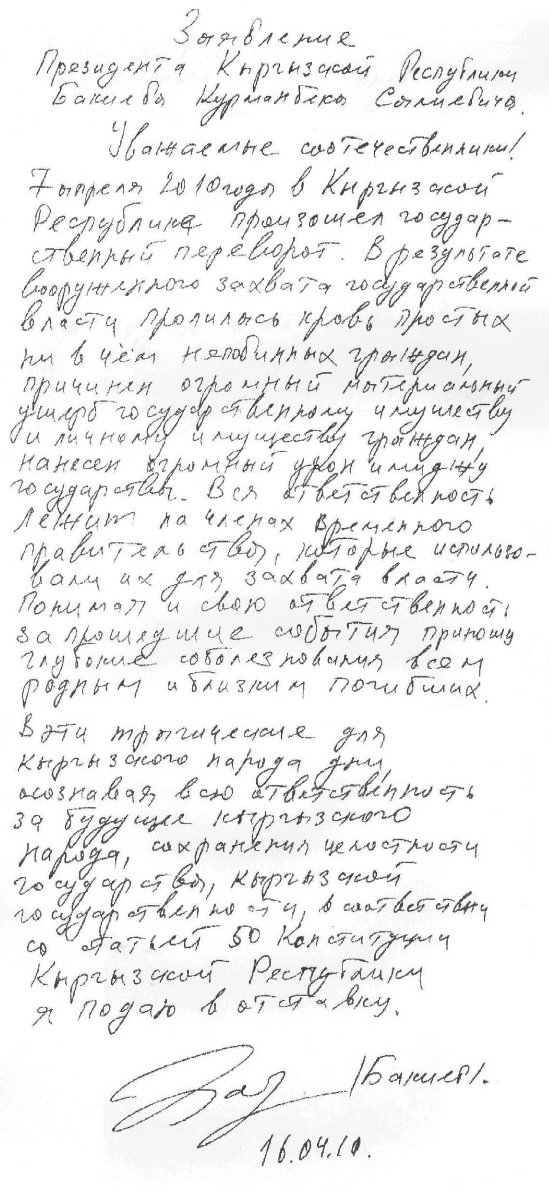
Carta de renuncia de Bakíyev.

El 15 de abril en una manifestación de Bakíyev en Osh frente a 1000 aficionados se escucharon disparos, aunque se informó Bakiyev logró abandonar el lugar de forma segura. Algunos afirmaban que el disparo provino de sus propios guardaespaldas con el fin de mantener la paz y evitar una confrontación con los oponentes. Ese mismo día, Bakíyev finalmente dimitió mediante una carta y huyó del país.
El presidente depuesto se dirigió a la ciudad de Taraz, en Kazajistán, anunciando que desde el exilio discutiría con el gobierno de Otunbáeva una solución pacífica para la crisis política. Sin embargo, el gobierno interino rechazó esa idea, poniendo como prueba la carta de renuncia de Bakíyev en la que este abandonaba de manera definitiva el poder, lo cual legitimaba ante la comunidad internacional la administración de Otunbáeva, y respondió exigiendo la extradición de Bakíyev para iniciar un juicio político contra él, solicitud que fue rechazada. Tanto el gobierno ruso de Dmitri Medvédev como el estadounidense de Barack Obama apoyaron al gobierno interino. El 20 de abril, Bakíyev abandonó Kazajistán para finalmente trasladarse a Bielorrusia, donde el Presidente Aleksandr Lukashenko le concedió formalmente asilo político.
El 21 de abril, en un comunicado desde Minsk, capital bielorrusa, Bakíyev dijo que aún consideraba a sí mismo el presidente del país y se comprometió a hacer todo lo posible para devolver a Kirguistán a su "ámbito constitucional." También objetó que no reconocía su propia renuncia, presentada una semana atrás, bajó la excusa de que la presentó bajo coacción, y exigió a la comunidad internacional que quitara su reconocimiento al gobierno interino. El gobierno de Rusia rechazó esta afirmación con el argumento de que ya había presentado su renuncia diciendo "este documento no puede ser rechazado por una declaración verbal." La respuesta de Bakíyev fue que el gobierno ruso había orquestado un golpe contra él por negarse a tolerar su presencia militar en territorio kirguiso, y por permitir que los estadounidenses utilizaran sus bases para abastecerse durante la guerra de Afganistán.

## Acontecimientos posteriores

### República parlamentaria
En las semanas posteriores al derrocamiento del presidente, el gobierno provisional kirguiso negó los comentarios de Medvédev sobre la "afganización" de Kirguistán, argumentando que sugerir tal cosa era equiparar su revuelta contra el gobierno autoritario de Bakíyev con el movimiento Talibán. Un día después de las declaraciones finales de Bakíyev, el 22 de abril, se realizó un referéndum constitucional en Kirguistán, que renunciaba al sistema presidencialista y convertía al país en una república parlamentaria, con el objetivo de fortalecer la democracia. Los cambios constitucionales fueron aprobados por el 91,5% del electorado. Sin embargo, esto provocó el recelo del gobierno ruso, argumentando que un régimen parlamentario podría dar la victoria a un partido islamista.

### Enfrentamientos étnicos
En junio de 2010, la situación humana, social y política del país -sobre todo en el sur, Osh y Jalal-Abad, de donde es Kurmanbek Bakíev, el presidente depuesto en abril- se agravó hasta el punto de que la comunidad internacional pareció dispuesta a tomar cartas en el asunto, con Rusia -tras los titubeos iniciales- a la cabeza. Se sucedieron violentos disturbios étnicos y políticos, entre las etnias uzbeca y kirguís, que, según datos del Gobierno provisional, produjeron alrededor del centenar de muertos y 1.247 heridos. El lunes 14 de junio, se fijaron en unos 75.000 kirguises de etnia uzbeca los que habían huido hacia Uzbekistán.
La alarma de una crisis humanitaria en la zona hizo reaccionar a los actores internacionales, tras las jornadas del 12 y 13 de junio cuajadas de declaraciones de condena y horror con los crímenes que se estaban cometiendo. El Gobierno provisional, desbordado, pidió el día a Rusia ayuda militar. La respuesta del Kremlin no se hizo esperar: Rusia mandaría ayuda humanitaria, pero no militar. Al mismo tiempo, la ONU, por boca de su secretario general Ban Ki-moon, pidió respeto y solucionar el conflicto por vía "pacífica".

## Reacciones internacionales

### General
En varios estados de la región la revolución kirguisa fue recibida con sorpresa, enviando diversos mensajes en los que clamaban por la estabilidad del país. Organismos internacionales como la ONU, la UE y la OSCE también hicieron llamados similares. El Comité Internacional de la Cruz Roja expresó su profunda preocupación por la situación humanitaria deteriorándose en el sur de Kirguistán y pidió a las autoridades de hacer todo lo posible para proteger a sus ciudadanos, y para restaurar y garantizar el respeto al estado de derecho.

### Estados
Organización de las Naciones Unidas
El portavoz del Secretario General Ban Ki-moon afirmó que el derrocamiento de Bakíev era "un paso importante hacia el desarrollo pacífico, estable, próspero y democrático del país y su buen gobierno".
 Bielorrusia
El presidente Aleksandr Lukashenko se encargó de conceder asilo político Bakíev y a su familia después de escuchar al Presidente pidiéndole por teléfono que si no quería aceptarlo en el exilio que al menos resguardara a su familia.
 Japón
En un mensaje del Ministerio de Asuntos Exteriores de Japón, el Secretario de Prensa declaró: "El Gobierno de Japón espera que estos acuerdos facilitarán el avance de la normalización de la situación en la República Kirguisa y expresa su respeto a los esfuerzos de los países interesados, incluidos los Estados Unidos de América, Rusia y Kazajistán, así como las organizaciones internacionales interesadas, como la OSCE".
 Kazajistán
Después de  que Bakíev voló fuera del país al exilio en Kazajistán, iba a reunirse con el presidente Nursultán Nazarbáyev para las conversaciones. Esto fue después de Kazajistán confirmó la partida de Bakíev diciendo que era un paso importante hacia la prevención de una guerra civil. El paso fue resultado de los esfuerzos conjuntos entre las dos partes, Medvédev y Obama, para sacar a Bakíev del país.
 Rusia
El presidente Medvédev declaró que el régimen de Bakíev se derrumbó debido a la corrupción, la dependencia de los lazos con los clanes y la incapacidad para resolver los problemas sociales. El primer ministro Vladímir Putin también prometió a un miembro del gobierno provisional, Almazbek Atambayev, que Rusia daría $50 millones en ayuda y préstamos y 25.000 toneladas de combustible para ayudar a la temporada de siembra de primavera.
 Turquía
El primer ministro Recep Tayyip Erdoğan instó a Kirguistán a detener la violencia y reconstruir la estabilidad en la nación. Turquía, que es un aliado principal de Kirguistán, debido a la sangre turca, declaró su reconocimiento absoluto al gobierno provisional.